# Helius (Helius) fuscoangustus
Helius (Helius) fuscoangustus is een tweevleugelige uit de familie steltmuggen (Limoniidae). De soort komt voor in het Oriëntaals gebied.